# Вотервліт (Мічиган)
Вотервліт (англ. Watervliet) — місто (англ. city) в США, в окрузі Беррієн штату Мічиган. Населення — 1669 осіб (2020).

## Географія
Вотервліт розташований за координатами 42°11′21″ пн. ш. 86°15′31″ зх. д. / 42.18917° пн. ш. 86.25861° зх. д. (42.189126, -86.258479).  За даними Бюро перепису населення США в 2010 році місто мало площу 3,17 км², з яких 3,07 км² — суходіл та 0,10 км² — водойми.

## Демографія
Згідно з переписом 2010 року, у місті мешкало 1735 осіб у 677 домогосподарствах у складі 448 родин. Густота населення становила 547 осіб/км².  Було 752 помешкання (237/км²).
Расовий склад населення:
| - 94,3 % — білих - 1,0 % — чорних або афроамериканців - 0,8 % — корінних американців - 0,2 % — азіатів - 1,0 % — осіб інших рас |

До двох чи більше рас належало 2,7 %. Частка іспаномовних становила 3,9 % від усіх жителів.
За віковим діапазоном населення розподілялося таким чином: 27,9 % — особи молодші 18 років, 60,5 % — особи у віці 18—64 років, 11,6 % — особи у віці 65 років та старші. Медіана віку мешканця становила 35,8 року. На 100 осіб жіночої статі у місті припадало 91,9 чоловіків;  на 100 жінок у віці від 18 років та старших — 89,8 чоловіків також старших 18 років.
Середній дохід на одне домашнє господарство  становив 50 445 доларів США (медіана — 42 500), а середній дохід на одну сім'ю — 59 765 доларів (медіана — 59 333). Медіана доходів становила 40 234 долари для чоловіків та 37 422 долари для жінок. За межею бідності перебувало 16,7 % осіб, у тому числі 17,3 % дітей у віці до 18 років та 13,0 % осіб у віці 65 років та старших.
Цивільне працевлаштоване населення становило 688 осіб. Основні галузі зайнятості: освіта, охорона здоров'я та соціальна допомога — 21,8 %, виробництво — 18,0 %, мистецтво, розваги та відпочинок — 12,2 %, роздрібна торгівля — 12,1 %.